# Wohnhaus Am Kirchhof 2
Das Wohnhaus Am Kirchhof 2 in Berne stammt aus dem 19. Jahrhundert.
Aktuell (2023) wird es als Wohnhaus genutzt.
Das Gebäude steht unter Denkmalschutz (siehe auch Liste der Baudenkmale in Berne).

## Beschreibung
Das eingeschossige giebelständige verklinkerte Gebäude mit Krüppelwalmdach stammt aus dem 19. Jahrhundert. Die Fassade und die Fensteranordnung wurden teils erheblich verändert.
Das Haus steht südöstlich der evangelischen Kirche St. Aegidius.
Das Landesdenkmalamt befand: „… geschichtliche Bedeutung … .“